# Kelstrup (Haderslev Kommune)
 For alternative betydninger, se Kelstrup. (Se også artikler, som begynder med Kelstrup)
Kelstrup er en by i Sønderjylland med 204 indbyggere i byområdet (2019), beliggende 7 km nordøst for Hoptrup, 13 km sydvest for Årøsund og 9 km sydøst for Haderslev. Byen hører til Haderslev Kommune og ligger i Region Syddanmark.
Kelstrup hører til Vilstrup Sogn. Vilstrup Kirke ligger 4 km vest for Kelstrup.

## Faciliteter
Næshallen er opført ved siden af Kelstrups tidligere skole og drives af de idrætsforeninger, der benytter den. Næsset Motion & Fitness tilbyder styrketræning, spinning og squash. Næssets Idrætsforening (NIF) er en håndboldklub. Den har badmintonafdeling fælles med Vilstrup Ungdoms og Idrætsforening (VUIF), der også bruger hallen til gymnastik, floorball og tennis.

## Historie
Kelstrup havde station på Haderslev Amts Jernbaners strækning Haderslev-Årøsund (1903-1938). Kelstrup blev dog aldrig en stationsby. På det danske målebordsblad er den kun en typisk landsby med skole og smedje. Stationsbygningen er bevaret på Kelstrupvej 49.